# 샤토러여우이헤이

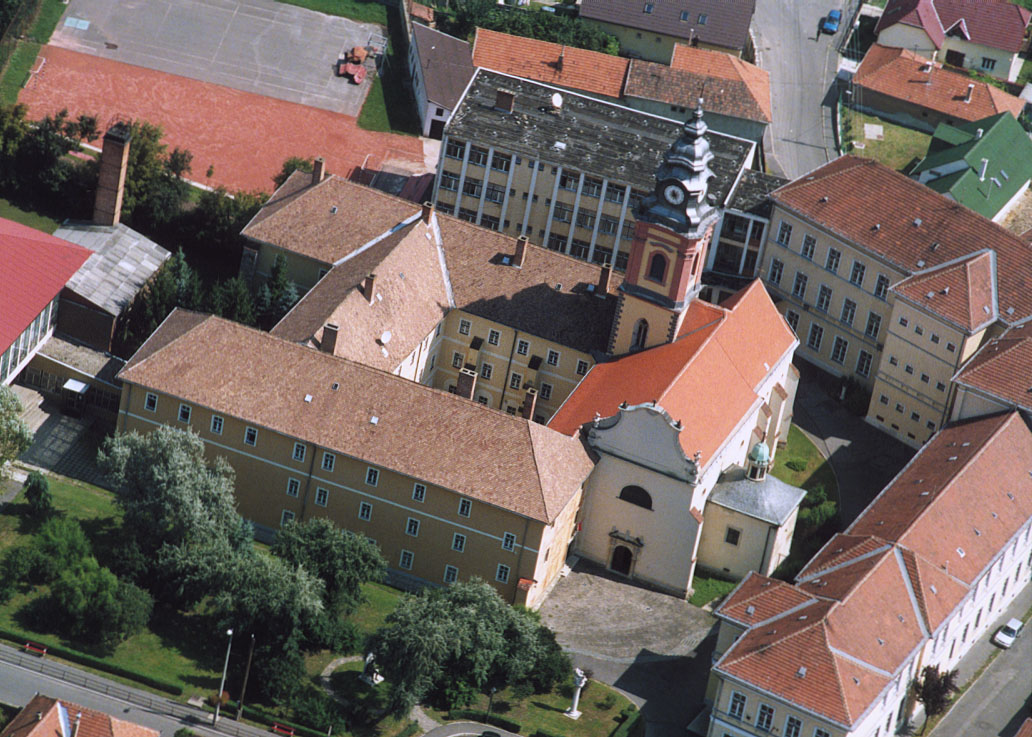
샤토러여우이헤이

샤토러여우이헤이(헝가리어: Sátoraljaújhely, 독일어: Neustadt am Zeltberg 노이슈타트암첼트베르크[*], 슬로바키아어: Nové Mesto pod Šiatrom 노베메스토포트시아트롬)는 헝가리 북부 보르쇼드어버우이젬플렌 주에 위치한 도시로 면적은 73.45km2, 인구는 16,299명(2009년 기준), 인구 밀도는 244.99명/km2이다. 주도 미슈콜츠에서 동쪽으로 82km 정도 떨어진 곳에 위치하며 슬로바키아 국경과 가까운 편이다.

## 같이 보기
- 헝가리 유대인